# Taiki Tsuruno
Taiki Tsuruno (japanisch 鶴野 太貴 Tsuruno Taiki; * 4. September 1990 in Hokkaido) ist ein japanischer Fußballspieler.

## Karriere
Tsuruno erlernte das Fußballspielen in der Jugendmannschaft von Consadole Sapporo. Seinen ersten Vertrag unterschrieb er 2009 bei Mito HollyHock. Der Verein spielte in der zweithöchsten Liga des Landes, der J2 League. Für den Verein absolvierte er sechs Ligaspiele. 2012 wechselte er zum Drittligisten Zweigen Kanazawa. Danach spielte er bei Vanraure Hachinohe und Fukui United FC.